# Epsilon

Litera grecească Epsilon, majusculă și minusculă

Epsilon (majusculă Ε, minusculă ε, formă lunulată/uncială ϵ; greacă: έψιλον) este a cincea literă a alfabetului grecesc corespunzătoare literei E din alfabetul latin. În sistemul de numerație alfabetic grecesc aceasta posedă valoarea 5. Litera a derivat din consoana feniciană (He). Ca majoritatea literelor grecești poate fi scrisă atât de la stânga la dreapta cât și de la dreapta spre stânga.
Numele „e psilon” (ἒ ψιλόν, „e simplu”) a apărut în Evul Mediu pentru a distinge litera de digrama „αι”, un fost diftong care ajunsese să fie pronunțat la fel ca epsilon.